# Den sista prärievargen
Den sista prärievargen (originaltitel: The Last Coyote) är en kriminalroman från 1995 av Michael Connelly. Det är den fjärde boken om Harry Bosch. Den utkom 2001 på svenska, i översättning av Eva Larsson.

## Handling
Harry Bosch har ställt till det för sig och verkar ha nått botten. Han har ingen bostad, ingen flickvän, dricker för mycket och har inget jobb eftersom han blivit avstängd från polisen sedan han slagit ner sin chef. Problemen gör att han tvingas gå till en psykiatriker och han konfronteras med sitt mörka förflutna, som mordet på hans mor då han var 12 år.